# Skin and Bones
Skin and Bones è il primo album dal vivo del gruppo musicale statunitense Foo Fighters, pubblicato il 20 novembre 2006 dalla Universal Music Group.

## Descrizione
Contenente il concerto parziale registrato dal gruppo a Los Angeles nell'agosto del 2006. È disponibile anche in edizione DVD contenente l'intero concerto, mentre nell'edizione britannica vi è contenuto un secondo DVD registrato durante un concerto all'Hyde Park di Londra tenuto nello stesso anno.

## Tracce

### CD
1. Razor
2. Over and Out
3. Walking After You
4. Marigold[4]
5. My Hero
6. Next Year
7. Another Round
8. Big Me
9. Cold Day in the Sun
10. Skin and Bones
11. February Stars
12. Times Like These
13. Friend of a Friend
14. Best of You
15. Everlong

Tracce bonus nell'edizione di iTunes
1. Ain't It the Life
2. Skin and Bones (Video)

### DVD
Live in Los Angeles (USA)
1. Intro
2. Razor
3. Over and Out
4. On the Mend
5. Walking After You
6. Still
7. Marigold
8. My Hero
9. Next Year
10. Another Round
11. See You
12. Cold Day in the Sun
13. Big Me
14. What If I Do
15. Skin and Bones
16. Ain't It the Life
17. February Stars
18. Times like These
19. Friend of a Friend
20. Best of You
21. Everlong

Live in Hyde Park (UK)
1. In Your Honor
2. All My Life
3. Best of You
4. Times like These
5. Learn to Fly
6. Breakout
7. Shake Your Blood (feat. Lemmy of Motörhead)
8. Stacked Actors
9. My Hero
10. Generator
11. DOA
12. Monkey Wrench
13. Tie Your Mother Down (feat. Brian May and Roger Taylor) (Queen cover)
14. Everlong